# Jaroslav Urbánek (farář)
Jaroslav Urbánek (24. března 1870 Oseček – 21. října 1950 Brno-Řečkovice) byl duchovní Českobratrské církve evangelické, působící jako farář v Horních Vilémovicích.

## Život
Mezi lety 1898–1924 působil jako farář farního sboru ČCE Horních Vilémovicích. Jeho dcera Jarmila Urbánková byla česká spisovatelka a překladatelka, vnuk Jan Galandauer český historik.